# Edward Burlingame Hill
Edward Burlingame Hill (ur. 9 września 1872 w Cambridge w stanie Massachusetts, zm. 9 lipca 1960 w Francestown w stanie New Hampshire) – amerykański kompozytor.

## Życiorys
Pochodził z rodziny o tradycjach akademickich, jego dziadek był rektorem Uniwersytetu Harvarda, ojciec zaś wykładał na tej uczelni chemię. W latach 1892–1894 studiował na tymże uniwersytecie kompozycję u Johna Knowlesa Paine’a, studia ukończył summa cum laude. W latach 1895–1896 uczył się gry na fortepianie u Arthura Whitinga w Nowym Jorku. W 1898 roku studiował w Paryżu u Charlesa-Marie Widora, był też uczniem Fredericka Fielda Bullarda i Margaret Ruthven Lang w Bostonie. Początkowo uczył gry na fortepianie i teorii muzyki w Bostonie, następnie od 1908 do 1940 roku był wykładowcą Uniwersytetu Harvarda, od 1928 roku był jego profesorem i dyrektorem wydziału muzycznego. W latach 1915–1917 był współredaktorem pisma „The Art of Music”. Pisywał artykuły do „Boston Evening Transcript”. W 1921 roku wygłosił serię wykładów o współczesnej muzyce francuskiej na uniwersytetach w Strasburgu, Lyonie i w amerykańskim konserwatorium w Fontainebleau, w 1924 roku opublikował pracę Modern French Music.
Był członkiem National Institute of Arts and Letters oraz American Academy of Arts and Letters. Odznaczony został kawalerią Legii Honorowej.

## Twórczość
W swojej twórczości pozostawał pod silnym wpływem współczesnej muzyki francuskiej, co widoczne jest w impresjonistycznym sposobie operowania zespołem orkiestrowym. W symfoniach i utworach kameralnych nawiązywał do nurtu neoklasycystycznego. W kompozycjach Hilla przeznaczonych na fortepian dostrzegalne są wpływy jazzu.

## Ważniejsze kompozycje
(na podstawie materiałów źródłowych)

### Utwory orkiestrowe
- 4 symfonie (I B-dur 1927, II C-dur 1929, III G-dur 1936, IV Es-dur)
- poemat symfoniczny The Parting of Lancelot and Guinevere (1915)
- poemat symfoniczny The Fall of the House of Usher (1920)
- poemat symfoniczny Lilacs (1926)
- poemat symfoniczny The Flute (1938)
- suita Stevensionana No 1 (1916–1917) i No. 2 (1921–1922)
- Prelude to the Trojan Women (1920)
- Waltzes (1922)
- Sherzo na 2 fortepiany i orkiestrę (1924)
- Divertimento na fortepian i orkiestrę (1927)
- Concertino na fortepian i orkiestrę No. 1 (1931) i No. 2 (1938)
- Sinfonietta in One Movement (1932)
- Koncert skrzypcowy (1933–1934, 2. wersja 1937)
- Music na rożek angielski i orkiestrę (1943)
- Koncert na 2 flety i małą orkiestrę (1947)
- 4 Pieces na małą orkiestrę (1948)
- Prelude (1953)

### Utwory kameralne
- Sonata na flet i fortepian (1925)
- Sonata na klarnet i fortepian (1925)
- Sekstet na fortepian i instrumenty dęte blaszane (1934)
- Kwartet smyczkowy (1935; wersja na orkiestrę smyczkową 1940)
- Kwartet fortepianowy (1937)
- Sonata na 2 klarnety (1938)
- Kwintet klarnetowy (1945)
- Diversion na zespół kameralny (1946)
- Sonatina na klarnet i fortepian (1954)

### Utwory fortepianowe
- Poetical Sketches (1902)
- At the Grave of a Hero (1903)
- Jazz Studies na 2 fortepiany (1922–1938)

### Utwory wokalno-instrumentalne
- kantata Nuns of the Perpetual Adoration na głosy żeńskie i fortepian lub orkiestrę (1908)
- Ode to the 50th Anniversary of the Boston Symphony Orchestra na chór i orkiestrę (1930)

### Pantomimy
- Jack Frost in Midsummer (1908, wyst. Chicago 1908)
- Pan and the Star (1912, wyst. Peterboro 1914)